# Limnophila procella
Limnophila procella är en tvåvingeart som beskrevs av Alexander 1944. Limnophila procella ingår i släktet Limnophila och familjen småharkrankar. Inga underarter finns listade i Catalogue of Life.